# Estadio Kukulcán
Das Estadio Kukulcán ist ein Baseballstadion in Mérida, Yucatán, Mexiko. Das Stadion ist die Heimspielstätte der Leones de Yucatán aus der Liga Mexicana de Béisbol (LMB).
Der Name des Stadions Kukulcán, stammt aus der Maya Mythologie und bedeutet „die gefiederte Schlange“, Gott der Auferstehung und der Reinkarnation. 
Eröffnet wurde das Estadio Kukulcán am 23. März 1982, mit dem Spiel der Leones de Yucatán gegen die Piratas de Campeche. Das Stadion ist eines der größten und wichtigsten Baseballstadien in Mexiko.

## Nutzung
Das Estadio Kukulcán ist Teil des in den 1980er Jahren erbauten Sportkomplexes „Unidad Deportiva Kukulcán“, in der Millionenstadt Mérida. Die Baseballkultur hat eine über 100-jährige Tradition in Yucatán und erfreut sich eine sehr hohe Beliebtheit.
Seit 1954 spielen die Leones de Yucatán in der LMB. Sie gewannen bis jetzt drei Meistertitel 1957, 1984 und 2006 und fünf Meisterschaftsfinalserien, wurden im Estadio Kukulcán, seit 1982 ausgetragen.
Das Stadion besitzt einen unteren und einen oberen Rang, sowie Sitztribünen hinter der Außenfeldbegrenzung.

### Konzerte
Im Estadio Kukulcán werden auch häufig Popkonzerte veranstaltet, wie das legendäre Konzert der mexikanischen Sängerin Fey, während ihrer 'Tierna La Noche' Tour 1996.